# Arabischer Aufstand in Palästina 1936–1939
Der arabische Aufstand, arabisch الثورة العربية, DMG aṯ-ṯaura al-‘arabiyya, auch Großer arabischer Aufstand, bezeichnet eine Serie von Gewaltakten nichtjüdischer arabischer Einwohner gegen den jüdischen Jischuv und die Briten im Völkerbundsmandat für Palästina von April 1936 bis April 1939. Angeführt wurde er von den sogenannten Nationalkomitees, die zunächst einen Generalstreik initiierten. Mohammed Amin al-Husseinis ad hoc gegründetes Arabisches Hohes Komitee nahm später eine stärkere Stellung ein. Manche Historiker gewichten den Aufstand in seiner zweiten Phase ab 1937 auch als Bauernaufstand gegen die arabische Elite.
Die Zahl der Aufständischen wird zwischen 2000–5000 und 9000–10000 Beteiligten geschätzt. Die britische Kolonialmacht schlug den Aufstand mit über 20000 Soldaten nieder. Die Todesopfer werden auf 3000–3700 Araber, 2000–2400 Juden und 600 Briten geschätzt. Zeitgenössische britische Quellen bezeichneten den Aufstand als disturbances.

## Vorgeschichte
Mehrere Faktoren trugen dazu bei, dass die angestammte Landbevölkerung Palästinas während der späten Osmanischen Zeit und der Mandatszeit verarmte und ihr Land verlor. Zu nennen sind unter anderem: (1) Bereits die Osmanen überbesteuerten die Landbevölkerung in der späten osmanischen Zeit; während des Ersten Weltkriegs waren sie außerdem  gezwungen, die palästinische Land- und Viehwirtschaft auszubeuten. (2) Der zunehmende Antisemitismus in Europa, insbesondere in NS-Deutschland, führte zu einer Einwanderungswelle von Juden. Zwischen 1931 und 1939 stieg die jüdische Bevölkerung des Mandatsgebiets von 175.000 auf 460.000 an. Diese Immigranten errichteten eine Reihe industrieller Betriebe, die sich jedoch als nicht wirtschaftlich erwiesen. Die britische Mandatsmacht führten daher 1927 eine Politik ein, mit der die Industrie unterstützt werden sollte, und subventionierten diese Betriebe, wohingegen die arabische Landbevölkerung weiterhin überbesteuert wurde. Zudem sprach die britische Mandatsmacht in mehreren „Konzessionen“ mit den palästinischen Flüssen und dem Toten Meer einige der wirtschaftlich bedeutendsten Gebiete den Arabern ab und der zionistischen Industrie zu. (3) Verschärft wurde diese Situation schließlich noch durch einen Preisverfall landwirtschaftlicher Erzeugnisse nach dem Ersten Weltkrieg und dadurch, dass während der kurzen Mandatszeit mehrere Missernten dicht aufeinander folgten. Gemeinsam führten diese Faktoren dazu, dass große Teile der verschuldeten palästinischen Bevölkerung gezwungen waren, ihr Land an Banken, arabische Großgrundbesitzer oder immigrierende Zionisten mit europäischem Kapital zu verkaufen. Bis 1931 besaßen zwischen knapp 40 und knapp 60 Prozent aller palästinischen Araber gar kein eigenes Land mehr; insgesamt bis zu 80 Prozent der Bauern besaßen zumindest zu wenig Land, um damit ihre Familie zu ernähren. Dieser Trend beschleunigte sich in den frühen 30er Jahren zusehends.
Die Krise war der britischen Mandatsmacht bekannt, wurde aber teilweise mehrfach verschleiert, teilweise ungenügend bekämpft. Noch der Bericht der Peel-Kommission, der bereits nach Ausbruch des Aufstands dessen Gründe untersuchte, behauptete, „aufs Ganze gesehen geht es den [Bauern heute] besser als um 1920“. Als Gründe für den Aufstand wurden stattdessen der Wunsch der Palästinenser nach nationaler Unabhängigkeit und ihre Abneigung gegen die Etablierung einer „jüdischen nationalen Heimstätte“ in Palästina identifiziert; dies seien „die einzigen ‚fundamentalen‘ Ursachen“ gewesen. Der Sekretär des Arabischen Hohen Komitees dagegen identifizierte die britische Wirtschaftspolitik als den Grund für den Aufstand:

„Die Wirtschaftspolitik des Mandats wird zur wirtschaftlichen Vernichtung der Fellachen führen ... Die Regierung hat eine staatliche Linie verfolgt, sie zu ruinieren, um den arabischen Fellachen dazu zu zwingen, sein Land an die Juden zu verkaufen ... Es ist nicht schwer zu verstehen, dass die wirtschaftlichen Gefahren, die eine große Nation bedrohen, weitere Aufstände und Instabilität hervorrufen werden – besonders dann, wenn diese Gefahren mit politischen Forderungen verknüpft sind.“

Bereits 1921 und 1929 war es im Mandatsgebiet Palästina zu gewalttätigen Ausschreitungen von arabischer Seite gekommen, insbesondere zu den Unruhen von Jaffa 1921 und den Ausschreitungen in Palästina 1929. 1935 entdeckten Hafenarbeiter in Jaffa eine Waffen- und Munitionslieferung, als deren Adressat die Zionisten vermutet wurden, was Befürchtungen verstärkte. Im Norden Palästinas wurde zu dieser Zeit auch der Geistliche Izz ad-Din al-Qassam tätig. Er politisierte weite Teile der landlos gewordenen und verarmten Landbevölkerung. Der Aufstand von 1936 nahm größere Ausmaße als die vorhergehenden an. Dies hat Benny Morris in Teilen auf die Hebung des Bildungsstandards sowie die bessere infrastrukturelle Vernetzung des Landes zurückgeführt.

## Verlauf

### Erste Phase, April bis Oktober 1936

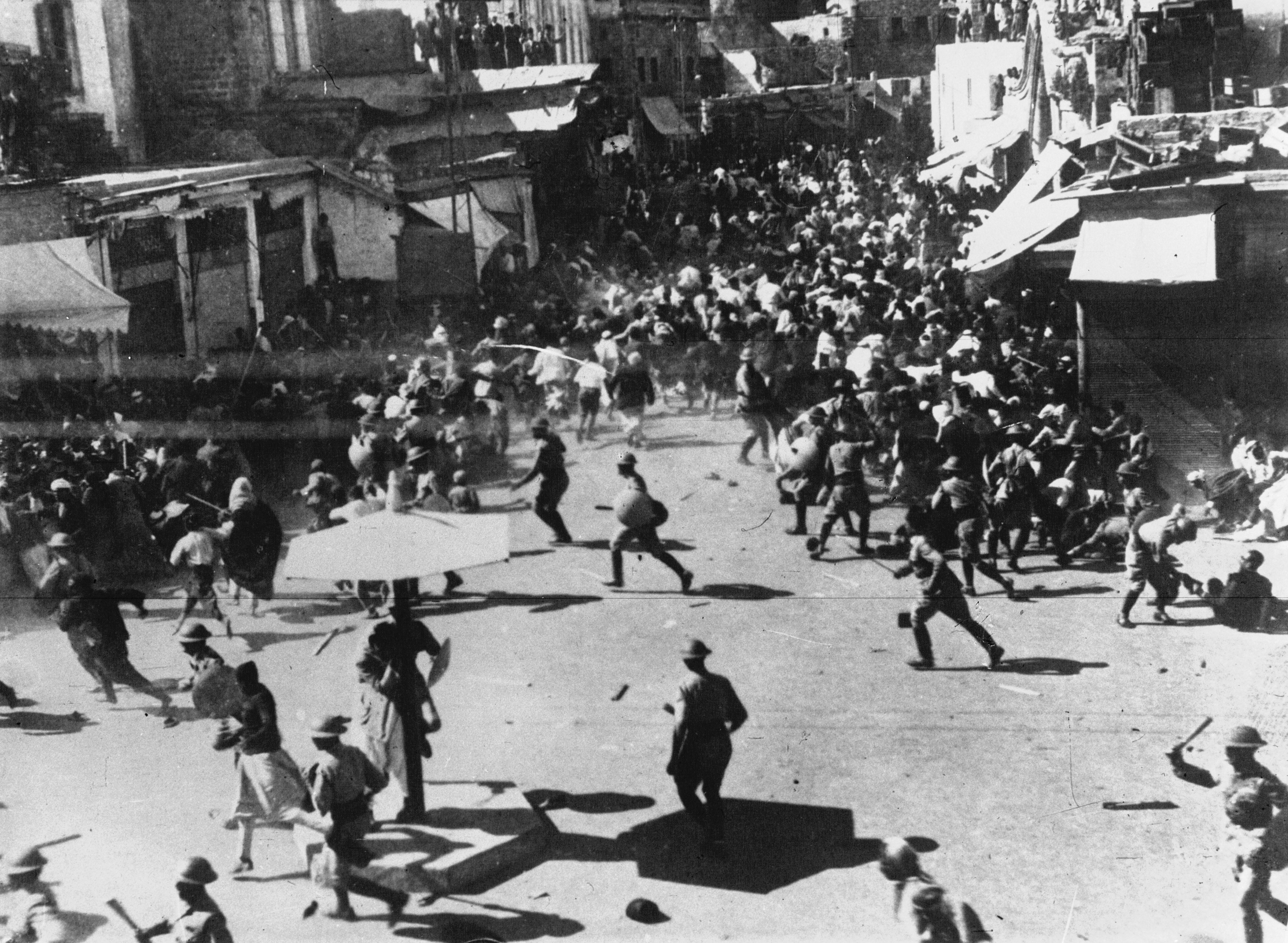
Britische Militärpolizisten zerstreuen eine arabische Menschenmenge während der Ausschreitungen in Jaffa, 19.–21. April 1936 (The Illustrated London News, 13. Juni 1936)

Als initiales Ereignis des Aufstands gilt die Ermordung von zwei Juden in Nablus im April 1936. Die Gewalt und Gegengewalt übertrug sich auf Jaffa, wo Araber am 19. April 1936 sechzehn jüdische Hafenarbeiter töteten. Anlass für die Übergriffe war das Gerücht, wonach Juden eine Frau und drei syrische Arbeiter ermordet hätten. Die britische Polizei griff ein und erschoss sechs Araber. Mohammed Amin al-Husseini versuchte sich am 25. April mit der Gründung des Arabischen Hochkomitees an die Spitze der Bewegung zu stellen. Am 15. Mai setzte ein Generalstreik ein. Auch während dieser Phase kam es zu bewaffneten Auseinandersetzungen, bestimmt wurde sie aber von Akten gewaltlosen Widerstands mit „Protestmärschen und Demonstrationen, Streiks und Boykotten, Nichtzusammenarbeit und zivilem Ungehorsam.“

#### Jaffa
Im Rahmen der von der britischen Mandatsregierung als Sanierung gerechtfertigten „Operation Anker“ wurden ab dem 16. Juli 1936 während zwei Wochen große Teile der Altstadt von Jaffa, in der ersten Phase die Hochburg des Aufstandes, zerstört, um befahrbare Zugangswege in die den Angreifern Rückzug bietende enge Baustruktur zu schlagen.

#### Auf dem Land
Der bewaffnete Konflikt verlagerte sich ab Juli 1936 von den Städten in ländliche Regionen. Angriffe kleiner Gruppen bewaffneter Araber auf Juden und Briten hatten hier am 10. Mai im Hügelland rund um Nablus begonnen. Die Aufständischen griffen in dieser kaum mit Fahrzeugen erreichbaren Gegend die Kirkuk-Haifa-Pipeline der Iraq Petroleum Company an. Ab Ende August standen die Angriffe unter der Führung von Fausi al-Kawukdschi, sechs arabische Guerilla-Gruppen unterstellten sich freiwillig seinem Kommando. Fausi stellte sich im Machtkampf zwischen Raghib an-Naschaschibi und Mohammed Amin al-Husseini auf die Seite von Naschaschibi. Im September 1936 entschied die britische Regierung die Entsendung einer ganzen Division nach Palästina. Die dadurch im Land konzentrierten Truppen hätten 40 % der gesamten britischen Truppenstärke entsprochen, doch kam von arabischer Seite zuvor ein Angebot zur Einstellung der Aggressionen.
Husseini ließ den Generalstreik im Oktober nach 173 Tagen einstellen, offiziell auf Bitten der arabischen Monarchen Ägyptens, Transjordaniens und des Iraks. Ein gewichtiger Grund zur Niederlegung des Streiks war die anstehende Zitrusfruchternte, welche für die städtischen Notablen eine Haupteinnahmequelle darstellte. Bis zum Oktober 1936 kostete die Revolte 28 Briten, 80 Juden und 197 Arabern das Leben. Die britische Regierung versuchte, durch die Einsetzung der Peel-Kommission Ruhe zu schaffen.

### Zweite Phase, September 1937 bis April 1939

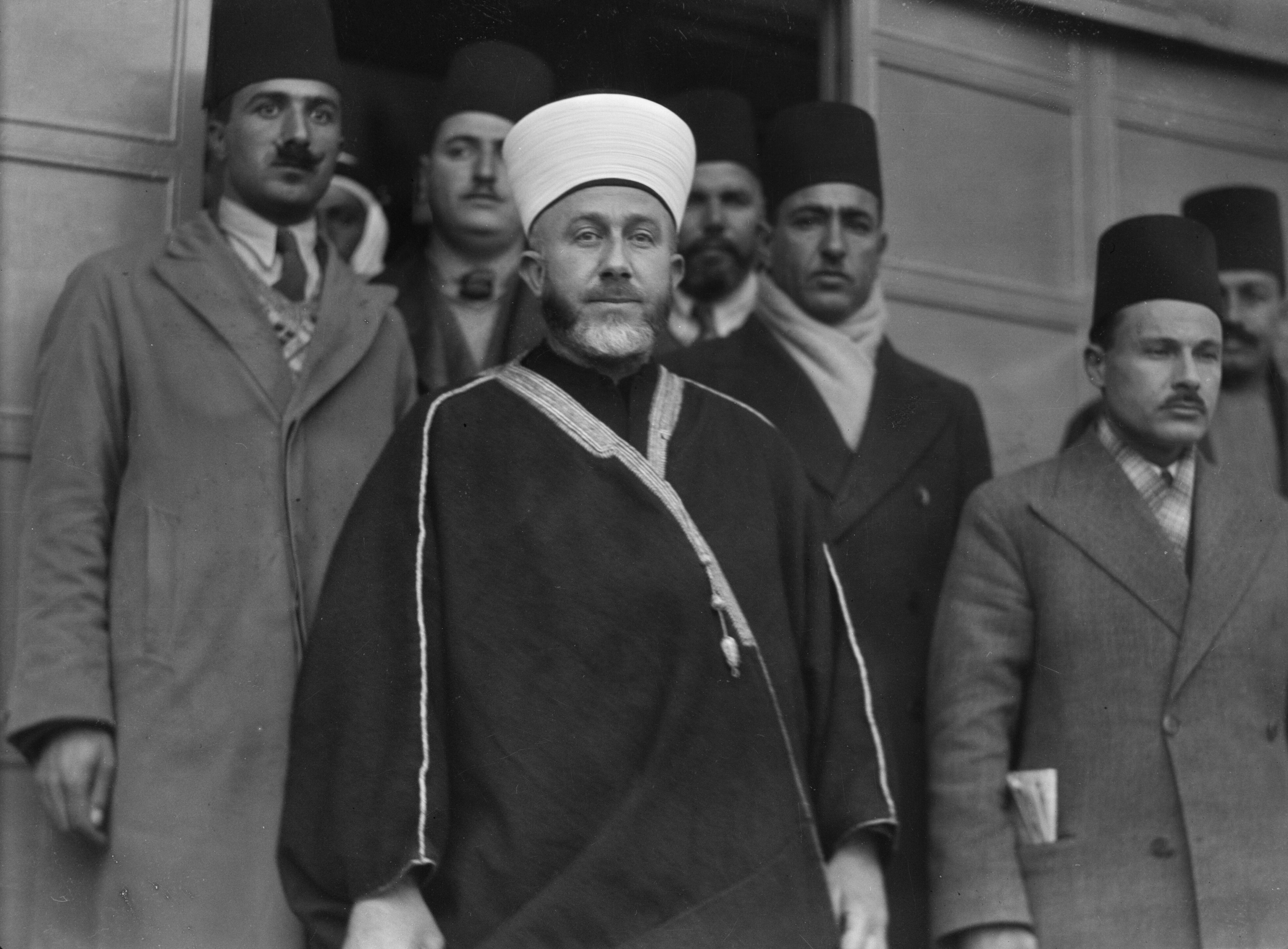
Amin al-Husseini (Mitte) verlässt den Anhörungsraum der Palestine Royal Commission, Aufnahme des Matson Photograph Service, 1937

Im Juni 1937 verhängten die Briten die Todesstrafe für unerlaubten Waffenbesitz, der vor allem bei Arabern verbreitet war; entsprechend war die Mehrzahl der 112 Gehenkten im Gefängnis Akkon wegen unerlaubten Waffenbesitzes zum Tode verurteilt worden. Als die Peel-Kommission in ihrem Abschlussbericht am 7. Juli eine Teilung des Mandatsgebietes in einen jüdischen und einen arabischen Teil in Aussicht stellte, verweigerte Mohammed Amin al-Husseini in dieser Frage jeden Kompromiss. Die durch den vorangehenden Streik zusätzlich verarmten Bauern erneuerten ihre Revolte im September 1937. Fast 80 % der Anführer der lokalen Aufstände waren Bauern. Sie verweigerten die Bezahlung von Schuldzinsen. Reiche arabische Familien in Haifa flüchteten ins Ausland. In den von ihnen eroberten Dörfern verboten Bauern das Tragen des Tarbusch und verlangten die Verwendung der Kufiya.
Husseini begann indes eine Einschüchterungs- und Mordkampagne gegen alle Araber, die dem Peel-Teilungsplan für Palästina zuzustimmen bereit waren. Unter seinem Druck wurde die arabische Presse gleichgeschaltet, wovon insbesondere die einflussreiche Jaffaer Oppositionszeitung Filastin betroffen war. Schätzungen über die von arabischen Tätern aus dem Umfeld Husseinis getöteten palästinensischen Araber liegen zwischen 900 und 3000 Personen.
Die anfängliche Neigung der Briten für die Araber nahm durch die andauernden Angriffe ab. Sie verboten das Arabische Hochkomitee. Ihre Gegenmaßnahmen wurden zunehmend brutaler und nahmen die Eigenschaft persönlich geübter Rache an. Arabische Häuser und Dörfer wurden als Kollektivstrafe auf Rebellenaktivitäten gesprengt. Briten wendeten Folter an und plünderten, worauf die Militärführung mit Strafandrohungen reagierte. Zusätzliche Polizei- und Militärkräfte wurden nach Palästina versetzt. Unter diesen Männern trat mit den Special Night Squads vor allem der exzentrische Offizier Orde Wingate hervor. Im Oktober 1937 traf zudem der Polizeioffizier Charles Tegart aus Britisch-Indien in Palästina ein. Etwa 50 sogenannte Tegart entstanden 1938 als befestigte Stellungen. An Gefangenen ließ er Waterboarding anwenden. Anlass für den Politikwechsel war die Ermordung des britischen Gouverneurs von Galiläa durch Aufständische. Es kam wiederum zu guerillaartigen Angriffen auf jüdische Zivilisten sowie auf britische Polizeistationen. Die jüdischen Paramilitärs der revisionistischen Organisation Irgun, die sich später in der Jewish insurgency (1944–1948) ihrerseits gegen die Briten erhoben, antworteten mit Bombenanschlägen. Auch die Hagana führte militärische Operationen als Vergeltung gegen arabische Dörfer und Stadtteile durch, in denen sie eine Basis der arabischen Guerilla vermutete.

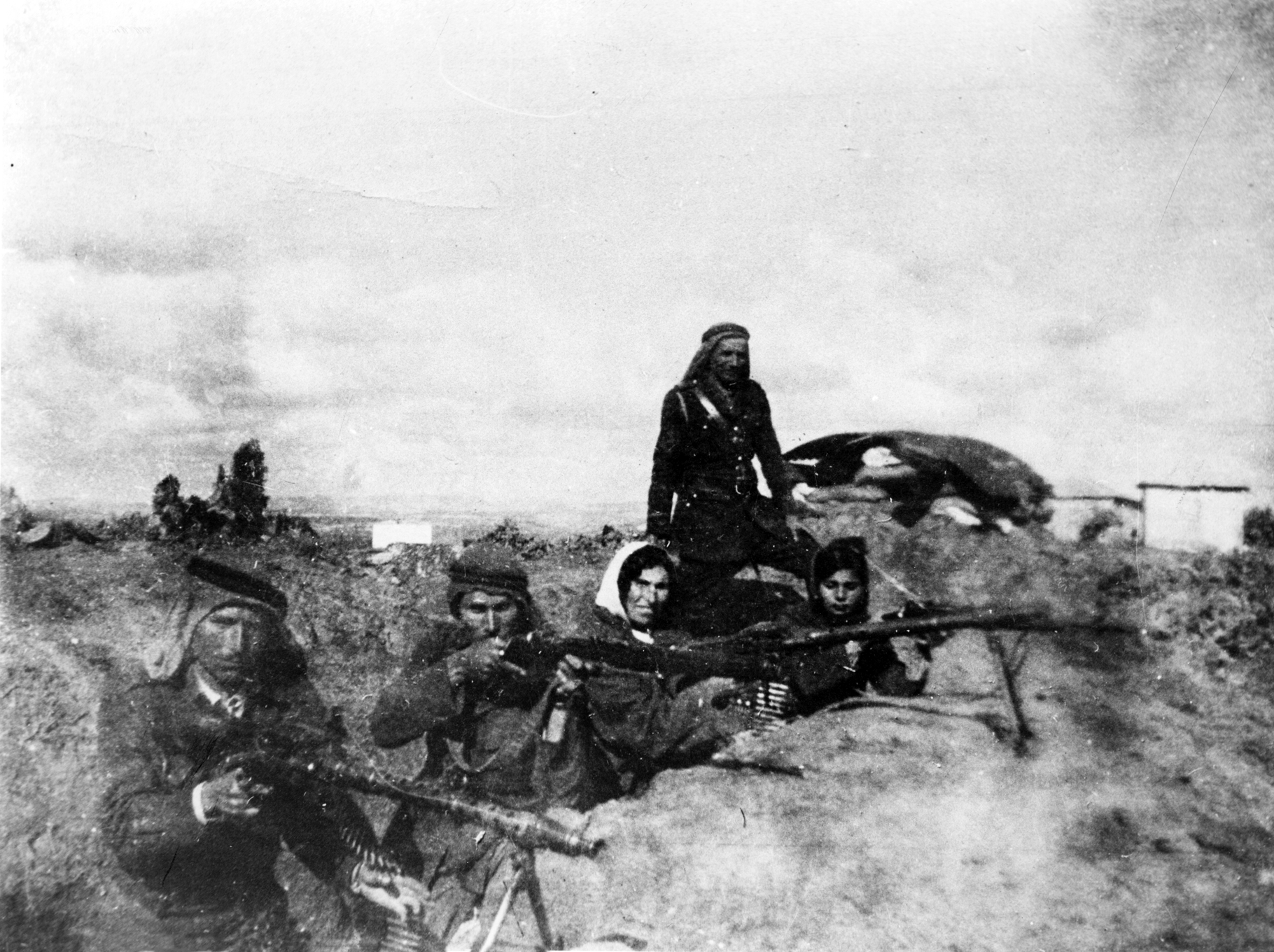
Palästinensisch-arabische Aufständische, 1938

Im September und Oktober 1937 leitete die britische Führung energische Maßnahmen zur Niederschlagung der Revolte ein. Ein Grenzzaun, teilweise vermint, wurde errichtet, um die Rebellen vom Nachschub aus dem Libanon abzuschneiden. Ebenso bewaffneten die Briten rund 3000 Juden als Hilfspolizei, sogenannte Notrim, sowie kleinere Einheiten loyaler Araber, sogenannte „peace bands“ aus dem Umfeld von Raghib an-Naschaschibi. Diese dienten dem Schutz von Arabern vor Übergriffen durch Banden. Daneben errichteten die Briten zahlreiche befestigte Polizeistationen, um die Verkehrswege des Landes zu kontrollieren. Die Briten setzten 300 Palästinenser der Führungsschicht gefangen, darunter Husseini, der jedoch ins Ausland fliehen konnte.
Im Frühjahr 1938 erreichte die Rebellion ihren Höhepunkt. Der maximale militärische Erfolg der Rebellion war, die Altstadt Jerusalems Mitte Oktober 1938 kurzzeitig zu besetzen. Im Sommer 1938 zerstörten jedoch 2.000 britische Soldaten unter General Archibald Wavell den Kern der Guerilla in einer regulären Schlacht bei Dschenin. Zuvor war es den britischen Behörden gelungen, den nominellen Oberbefehlshaber des Aufstands in Palästina, Abd-al-Rahman Al Haj Muhamad, zu töten. Die Rebellion kam darauf langsam zum Erliegen. Individuelle Terror- und Gewaltakte setzten sich bis ins Jahr 1939 fort.

## Folgen

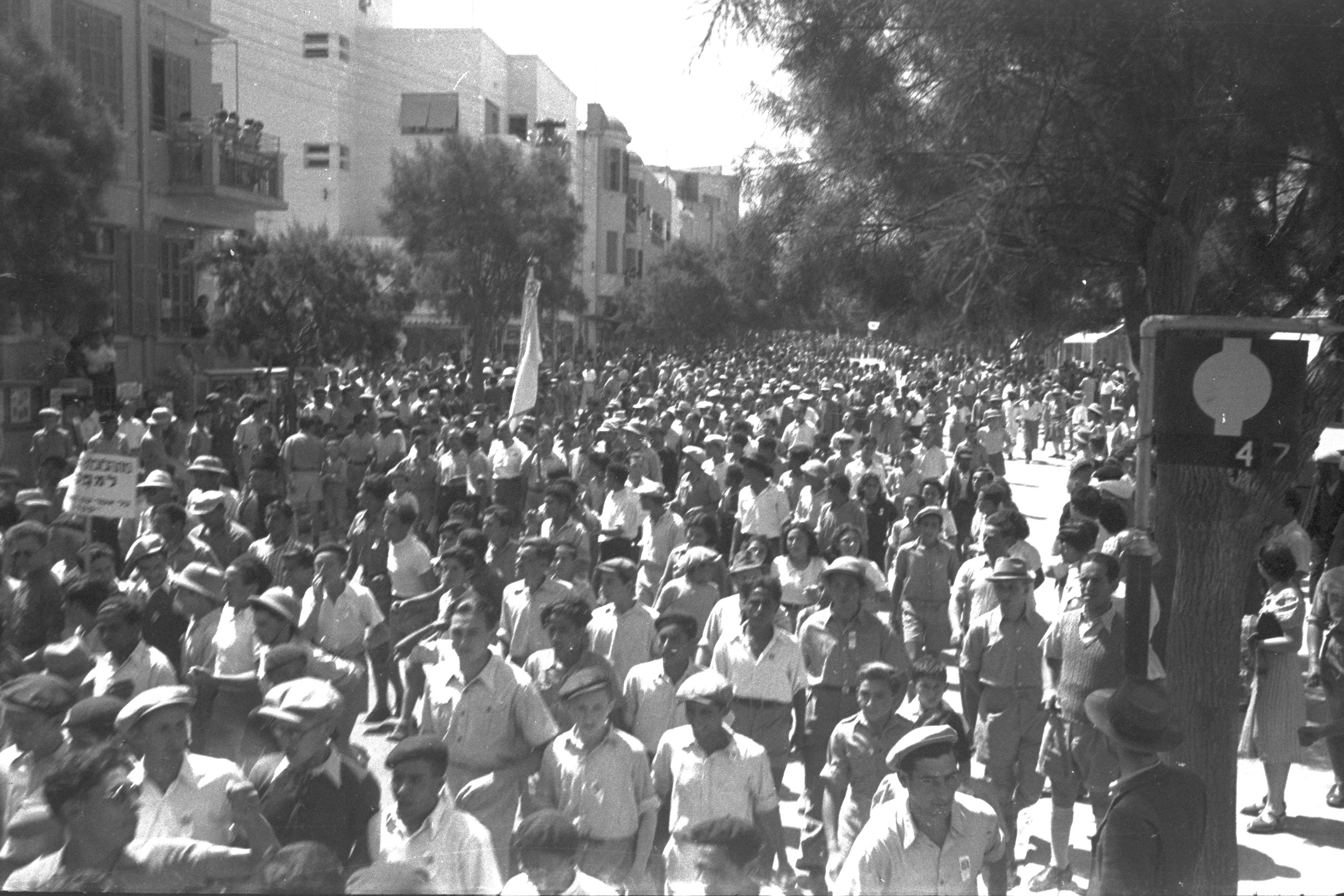
Jüdische Proteste in Tel Aviv gegen das Weißbuch von 1939, in dem die britische Regierung der arabischen Seite weitreichende Zugeständnisse machte, Aufnahme von Hans Pinn

Von britischer Seite führte der Aufstand vor dem Hintergrund des Zweiten Weltkriegs zu Zugeständnissen gegenüber der arabischen Seite. Diese wurden in Form einer Einwanderungsbeschränkung im Weißbuch von 1939 festgeschrieben. Die Wirtschaftskraft der palästinensischen Araber wurde stark geschädigt; rund 10 % der waffenfähigen, männlichen Bevölkerung war tot, interniert oder außer Landes geflohen. Die jüdische Seite erlangte durch den Aufstand militärische Sachkenntnis durch die Gründung der Jewish Settlement Police und den Special Night Squads. Sie entwickelte das Konzept der Turm-und-Palisaden-Siedlung zum Schutz ihrer Außenposten. Der Jischuv verstärkte seine Anstrengungen, um von der arabischen Wirtschaft autonom zu werden, so errichtete er einen eigenen Hafenkai in Tel Aviv.
Auf arabischer Seite sorgte der Aufstand durch seine hohe Publizität für eine Internationalisierung des Konfliktes. In den arabischen Ländern wurden die Ereignisse in Palästina genauer verfolgt und im Sinn des Panarabismus als gesamtarabischer Konflikt verstanden. In Ägypten wurde der Aufstand von einer Kampagne zahlreicher gesellschaftlicher Akteure unterstützt. Führend hierin waren die Muslimbrüder, welche Spenden für die Unterstützung des Aufstands sammelten und zum Boykott jüdischer Geschäftsleute aufriefen. Die Unfähigkeit der ägyptischen Regierung, selbst den palästinensischen Arabern Hilfe zukommen zu lassen, untergrub deren Legitimität in den Augen der Bevölkerung.

## Finanzierung
Der Aufstand wurde hauptsächlich durch arabisch-islamische Quellen finanziert. Finanzielle Unterstützung traf aus Teilen der islamischen Welt wie Ägypten, Syrien, dem Irak oder der muslimischen Bevölkerung Indiens ein. In Palästina selbst konnte die einfache Bevölkerung, selbst hoch verschuldet, kaum etwas beitragen. So griff man auf Schmuckspenden von Frauen, Spendenaktionen, „Dschihad“-Steuern auf Zitronenbäume, versteuerte Löhne von Beamten sowie auf erzwungene Abgaben von reicheren Arabern zurück. Das Arabische Hohe Komitee, welches die Finanzierung regelte, wurde im Oktober 1937 von den Briten nach Damaskus vertrieben, was sich negativ auf den Geldfluss auswirkte. Auch der ebenfalls im Exil lebende Husseini schaffte es dort nicht, Geld aufzutreiben. Bis zum Jahr 1938 veranlasste der Mangel an Kapital Banden zu Erpressung und Raub.
Husseini und das Arabische Hohe Komitee erhielten Zuwendungen vom faschistischen Königreich Italien, das auch der radikalzionistischen Organisation Betar beistand. Es stritt sich mit Großbritannien um die Annektierung Äthiopiens. So wünschte Italien Großbritanniens Einfluss in der Region zu stören und seinen eigenen zu stärken. Die italienischen Gelder beliefen sich auf zusammengerechnet etwa £150.000. Der Geldfluss kam Ende 1938 zum Erliegen. Da der Aufstand erst danach in seinen Höhepunkt mündete, scheint es, dass die italienischen Gelder nie eine entscheidende Rolle gespielt haben. Italienische Versuche, Waffen zu liefern, blieben aufgrund britischer Gegenmaßnahmen erfolglos. Jedoch benutzten die Rebellen die italienischen Gelder, um selber Waffen über Syrien nach Palästina zu schmuggeln.
Neben Italien spielte auch Deutschland, das auch Kontakte zu anderen den Briten feindlich gesinnten Bewegungen, wie jenen von Subhash Chandra Bose in Indien oder Pierre Gamayel im Libanon unterhielt, den Rebellen im beschränkten Maße Gelder zu. Ursprünglich wies Deutschland, seit der Machtergreifung der NSDAP 1933 von diversen arabischen Nationalisten aus Palästina und außerhalb zwecks Hilfe gegen die britischen Kolonialherren kontaktiert, arabische Ansuchen aufgrund seiner pro-britischen Linie zurück. So schickten auch die Rebellen nach Ausbruch der Revolte mehrere Gesandtschaften, darunter Husseini selbst, welche erfolglos um Gelder und Waffen baten. Erst im Sommer 1938 begann Berlin von seiner pro-britischen Linie abzuweichen und in den Konflikt zu intervenieren, womöglich, um die Briten von der Besetzung der Tschechoslowakei abzulenken. Die Quellenlage für Deutschlands Geldtransfers ist dürftig, doch scheinen jene vom Botschafter im Irak, Fritz Grobba, sowie der Abwehr unter Admiral Canaris organisiert worden zu sein. Das Geld gelangte über Mittelsmänner von Husseini oder via Saudi-Arabien zu den Rebellen. Pläne, Waffen nach Palästina zu schmuggeln, wurden nie umgesetzt.